# Lega panellenica
La lega panellenica (letteralmente "lega di tutti i Greci"; "panellenica" deriva da pan, "tutto", ed héllenes, "greci") fu una lega di poleis greche formatasi in funzione anti-persiana nel 481 a.C. a Corinto. 

## Costituzione della lega
La lega panellenica si formò a Corinto nel 481 a.C. per contrastare la minaccia persiana; tra le 32 poleis aderenti le più importanti erano Atene, Sparta e Corinto.
Sparta, avendo l'esercito più potente, mise a capo della Lega il suo re Leonida, membro della famiglia reale degli Agiadi.
I Persiani, invece, erano comandati da Serse I, figlio di Dario I, che aveva condotto la prima guerra persiana (nella quale era stato sconfitto a Maratona dallo stratego Milziade).
L'alleanza greca era basata sull'impegno ad avere gli stessi nemici e gli stessi amici ed è rimasta simbolo dello scontro tra i valori di libertà, democrazia e autonomia delle poleis greche contro la monarchia dell'Impero Persiano.

## La lega durante la guerra
Nel 480 a.C. scoppiò la Seconda Guerra Persiana: la battaglia più celebre combattuta dalla lega panellenica fu la battaglia delle Termopili, celebre perché il comandante Leonida e il suo esercito attuarono una difesa ad oltranza per frenare l'invasione persiana; questa celebre battaglia fu poi seguita da una vittoria ateniese a Salamina dove le triremi greche, guidate dallo stratego Temistocle, si scontrarono con le imponenti navi persiane che, incastrandosi nel canale di Salamina, vennero abbattute facilmente.
Nel 479 a.C. gli Spartani vinsero a Platea mentre gli Ateniesi vinsero a capo Micale (Anatolia Occidentale).
Dopo queste vittorie le guerre Persiane finirono e cessò anche l'esistenza della Lega Panellenica.
Successivamente, infatti, Atene fondò la Lega delio-attica mentre Sparta fonda la Lega peloponnesiaca, che si scontrarono nella guerra del Peloponneso (431-404 a.C.).